# Sajanogorsk
Sajanogorsk [sajanogórsk] (rusko Саяного́рск) je mesto v Rusiji v republiki Hakasiji. Leži 82 km južno od glavnega mesta Abakana ob vzhodni meji republike s Krasnojarskim okrajem ob Jeniseju. Leta 2010 je imelo 48.539 prebivalcev. 
Tu je ena največjih talilnic aluminija na svetu, kjer je zaposlenih večina Sajanogorcev.
Ustanovljen je bil 6. novembra 1975. Na tem mestu je bila od leta 1830 vas Označennoje (Означенное).
Južno od mesta leži največja akumulacijsko jezero v Rusiji in peto na svetu po moči. Električno energijo zagotavlja Sajano-Šušenski hidroelektrarni.